# Muntanyes Hansemann
Les Muntanyes Hansemann, en alemany: Hansemann-Berge i en anglès Hansemann Mountains és una serralada de muntanyes de Papua Nova Guinea. Van rebre el seu nom per Adolph von Hansemann.
Estan situades prop de la localitat de Madang, a les coordenades 5° 13′ 0″ S i 145° 48′ 0″ E 